# I liga argentyńska w piłce nożnej (1905)
Mistrzem Argentyny w roku 1905 został klub Alumni AC, a wicemistrzem Argentyny klub Belgrano AC.
Z ligi nikt nie spadł, natomiast awansowały aż cztery drużyny - San Martín Athletic Buenos Aires, San Isidro Buenos Aires, Argentino de CA Argentino de Quilmes, Belgrano AC Extra (drugi zespół klubu Belgrano AC). Liga została zwiększona z 7 do 11 drużyn.
Klub Barracas Athletic Buenos Aires wycofał się z mistrzostw po rozegraniu 7 meczów.

## Primera División

### Mecze chronologicznie
| Data                          | Mecz |
| ----------------------------- | --- |
| 7 maja 1905                   | CA Estudiantes - Lomas Athletic Buenos Aires 3:0 José Susan (2), W. Taylor |
| 7 maja 1905                   | Quilmes Athletic Buenos Aires - Reformer Campana 12:0 S. U. Leonard (3), A. E. Wells (4), J. A. Murray (2), P. Hooton (3, 1k) |
| 14 maja 1905                  | CA Estudiantes - Quilmes Athletic Buenos Aires 1:4 Tristán González - A. E. Wells, S. U. Leonard (2, 1k), E. Cunningham |
| 14 maja 1905                  | Belgrano AC - Barracas Athletic Buenos Aires 3:0 Haroldo Ratcliff, C. Edgard Dickinson, H. A. Ruggeroni |
| 14 maja 1905                  | Lomas Athletic Buenos Aires - Alumni AC 1:7 J. Hunter - Alfredo Brown (3), Gottlob Weiss, Jorge Brown (2), Carlos Lett (2) |
| 21 maja 1905                  | Alumni AC - Reformer Campana 14:0 Carlos Lett (7), Alfredo Brown (3), Gottlob Weiss (2), Jorge Brown (2) mecz rozegrany został na stadionie klubu Sportiva Argentina |
| 21 maja 1905                  | CA Estudiantes - Belgrano AC 0:1 Arturo Forrester |
| 25 maja 1905                  | CA Estudiantes - Barracas Athletic Buenos Aires 7:3 José Susan (2), Tristán González, W. Taylor (3), E. O’Farrell - E. Potter, Johnny Diggs, Wilfred Diggs |
| 25 maja 1905                  | Lomas Athletic Buenos Aires - Belgrano AC 0:1 H. A. Ruggeroni |
| 25 maja 1905                  | Quilmes Athletic Buenos Aires - Alumni AC 0:1 Juan Moore |
| 28 maja 1905                  | Belgrano AC - Quilmes Athletic Buenos Aires 3:0 Arturo Forrester (2), Haroldo Ratcliff mecz przerwany w 85 minucie |
| 28 maja 1905                  | Lomas Athletic Buenos Aires - Barracas Athletic Buenos Aires 1:2 J. Henry Lawrie - J. B. Campbell s, R. Lennie |
| 28 maja 1905                  | Reformer Campana - CA Estudiantes 0:8 Tristán González (3), J. J. Paterson, W. Taylor (3), E. O’Farrell |
| 1 czerwca 1905                | CA Estudiantes - Alumni AC 0:3 Carlos Lett (2), Alfredo Brown |
| 1 czerwca 1905                | Belgrano AC - Reformer Campana 6:2 Pablo Frers (4), C. Edgard Dickinson, Arturo Forrester - A.G. Christensen, J. W. Howard s |
| 1 czerwca 1905                | Quilmes Athletic Buenos Aires - Barracas Athletic Buenos Aires 5:2 P. Hooton (3), A.E: Wells, S. U. Leonard - G. E. Morgan (2) |
| 11 czerwca 1905               | Barracas Athletic Buenos Aires - Reformer Campana 1:12 Rodrigo Campbell - H. Cunningham (8), R. Gibbs (2), L. Mássola, P. Mallet mecz rozegrany został na stadionie klubu Sportiva Argentina lub klubu Porteño |
| 11 czerwca 1905               | Belgrano AC - Alumni AC 0:2 Alfredo Brown, Eugenio Moore |
| 11 czerwca 1905               | Quilmes Athletic Buenos Aires - Lomas Athletic Buenos Aires 8:1 S. U. Leonard (2), E. Cunningham (2), P. Hooton (2), A. E. Wells, C. H. Parr - H. E. G. Tynne |
| 18 czerwca 1905               | CA Estudiantes - Reformer Campana 4:1 W. Nash s, Tristán González (2), Alejandro S. Harris k - R. Gibbs |
| 24 czerwca 1905               | Belgrano AC - CA Estudiantes 2:4 Haroldo Ratcliff (2, 1k) - R. H. Thompson s, C. Arcuri, W. Taylor (2) |
| 28 czerwca 1905 data niepewna | Belgrano AC - Quilmes Athletic Buenos Aires walkower dla Quilmes Athletic |
| 9 lipca 1905                  | Reformer Campana - Belgrano AC 2:8 H. Cunningham, R. Gibbs - Pablo Frers, W. F. Paunero (3), E. E. Dickinson, G. R. Ross (2), C. Edgard Dickinson |
| 16 lipca 1905                 | Lomas Athletic Buenos Aires - CA Estudiantes 0:4 Tristán González (2), Juan C. Almandos k, W. S. Harris |
| 30 lipca 1905                 | Barracas Athletic Buenos Aires - Lomas Athletic Buenos Aires walkower dla Lomas Athletic Buenos Aires |
| 30 lipca 1905                 | Quilmes Athletic Buenos Aires - Belgrano AC 0:3 E. Frilling, R. Rioboó, Pablo Frers |
| 30 lipca 1905                 | Reformer Campana - Alumni AC 0:3 Carlos Lett, Tomás Brown, Jorge Brown |
| 6 sierpnia 1905               | Alumni AC - Belgrano AC 1:5 Eugenio Moore - J. J. Ruggeroni (2), A. Frers, Arturo Forrester (2) mecz rozegrany został na stadionie klubu Estudiantes |
| 6 sierpnia 1905               | Barracas Athletic Buenos Aires - Quilmes Athletic Buenos Aires walkower dla Quilmes Athletic |
| 6 sierpnia 1905               | Lomas Athletic Buenos Aires - Reformer Campana 1:1 A. Jacobs - L. Mássola |
| 13 sierpnia 1905              | Lomas Athletic Buenos Aires - Quilmes Athletic Buenos Aires 3:0 J. Henry Lawrie, J. E. Hunter, A. Jacobs |
| 3 września 1905               | Alumni AC - Barracas Athletic Buenos Aires walkower dla Alumni AC |
| 3 września 1905               | Reformer Campana - Lomas Athletic Buenos Aires 2:3 |
| 6 września 1905 data niepewna | Barracas Athletic Buenos Aires - Alumni AC walkower dla Alumni AC Barracas Athletic Buenos Aires - CA Estudiantes walkower dla Estudiantes Barracas Athletic Buenos Aires - Belgrano AC walkower dla Belgrano AC Reformer Campana - Barracas Athletic Buenos Aires walkower dla Reformer Campana |
| 8 września 1905               | Alumni AC - Lomas Athletic Buenos Aires 11:1 Alfredo Brown (2), Juan Brown (4), Eugenio Moore (2), Andrés Arturo Mack, Tomás Brown (2) - J. Henry Lawrie mecz rozegrany został na stadionie klubu Sportiva Argentina |
| 8 września 1905               | Quilmes Athletic Buenos Aires - CA Estudiantes 3:4 S. U. Leonard (2, 1k), A. E. Wells - C. Arcuri, W. Taylor, Tristán González (2) |
| 17 września 1905              | Alumni AC - CA Estudiantes 1:1(1:1) mecz rozegrany został na stadionie klubu Estudiantes Sędzia: S. R. Wilson Bramki: 0:1 González 27, 1:1 Weiss 40 Alumni AC: José Buruca Laforia - Carlos Carr Brown, Jorge Gibson Brown, Andrés Arturo Mack, Patricio Barron Browne, Ernesto Alejandro Brown, Gottlob Eduardo Weiss, Juan J. Moore, Alfredo Carrow Brown, Eliseo Brown, Eugenio Moore Club Atlético Estudiantes: E. Schutt - E. Hansen, P. Mac Carthy, J. Ireland, A. Mac Donald, Harris, J. Casella, R. Lennie, Tomás González, W. Taylor, C. Arcuri. |
| 17 września 1905              | Belgrano AC - Lomas Athletic Buenos Aires 2:1 E. E. Dickinson, Norman Forrester - A. Jacobs |
| 17 września 1905              | Reformer Campana - Quilmes Athletic Buenos Aires walkower dla Reformer Campana |
| 24 września 1905              | Alumni AC - Quilmes Athletic Buenos Aires walkower dla Alumni AC |

### Końcowa tabela sezonu 1905
| Poz | Klub                           | Mecze | Zw | Rem | Por | Pkt | BrZd | BrStr |
| --- | ------------------------------ | ----- | -- | --- | --- | --- | ---- | ----- |
| 1   | Alumni AC                      | 12    | 10 | 1   | 1   | 21  | 43   | 8     |
| 2   | Belgrano AC                    | 12    | 9  | 0   | 3   | 18  | 31   | 12    |
| 3   | CA Estudiantes                 | 12    | 8  | 1   | 3   | 17  | 36   | 18    |
| 4   | Quilmes Athletic Buenos Aires  | 12    | 6  | 0   | 6   | 12  | 32   | 15    |
| 5   | Reformer Campana               | 12    | 3  | 1   | 8   | 7   | 20   | 60    |
| 6   | Lomas Athletic Buenos Aires    | 12    | 3  | 1   | 8   | 7   | 12   | 41    |
| 7   | Barracas Athletic Buenos Aires | 12    | 1  | 0   | 11  | 2   | 8    | 28    |